# Belgische federale verkiezingen 2003/Kandidatenlijsten/N-VA
Dit zijn de kandidatenlijsten van N-VA voor de Belgische federale verkiezingen van 2003.

## Antwerpen

### Effectieven
1. Bart De Wever
2. Flor Van Noppen
3. Liesbeth Van Bouwel
4. Luk Lemmens
5. Guido Vaganée
6. Lieve Redant
7. Kathleen Van Vliet-Laverge
8. Lutgart Van Dessel
9. Jan De Bast
10. Geert Antonio
11. Bert Laureys
12. Erik Broeckx
13. Kris Van Dijck
14. Goedele Vermeiren
15. Reinilde Van Moer
16. Miet De Bruyn
17. Karel Soudan
18. Fons Tobback
19. Katleen Cauwenberg-Den Roover
20. Veerle Kwick
21. Marina Van Vlierberghe
22. Marie-José Tips
23. Marie-Rose Morel
24. Nest Adriaensen

### Opvolgers
1. Marc Hendrickx
2. Gerda Van Langendonck
3. Joris Frederickx
4. Harry Debrabandere
5. Johan Keyenberg
6. René Frederickx
7. Wendy Caers
8. Mieke Vermeyen
9. Kathleen De Wolf
10. Hilde De Wit-Jacobs
11. Linda Van der Auwera
12. Frank Jorissen
13. Walter Luyten

## Brussel-Halle-Vilvoorde

### Effectieven
1. Lieve Maes
2. Bernard Daelemans
3. Francis Van Lindt
4. Hil D'Haese
5. Paul Van Den Bosch
6. Marleen Moyson
7. Jeroen Hofmans
8. Hildegard Laporte
9. Pieter Jan Wynant
10. Nele Lauwaert
11. Wim Peeters
12. Marcel Herremans
13. Anne Marie Reinquin
14. Greet Delentdecker-De Grave
15. André Sadones
16. Lieve Dewulf
17. Agnes De Valck-Heyvaert
18. Nico Van Boxel
19. Annick Borloo
20. Johnny De Brabanter
21. Reinhilde Raspoet
22. Jos Van Elslande

### Opvolgers
1. Willy Segers
2. Johan Dewulf
3. Mieke Menu-De Brabander
4. Herman Wilms
5. Franca Poelman
6. Jo Petre
7. Ija Van Malderen-Rabau
8. Christine Lecompte
9. Wim Maes
10. Rosette Verbiest
11. Joris Kelchtermans
12. Linda De Dobbeleer-Van Den Eede

## Leuven

### Effectieven
1. Danny Pieters
2. Monica Bruylandt-Van De Velde
3. Marc Vermylen
4. Els Demol
5. Theo Francken
6. Tine Eerlingen
7. Vic Meulenbergs

### Opvolgers
1. Johan Guldix
2. Claudine Costrop
3. Bart Nevens
4. Greet Sels
5. Lut Rampelbergh
6. Herman Van Autgaerden

## Limburg

### Effectieven
1. Frieda Brepoels
2. Peter Luykx
3. Annette Stulens
4. Jos Lantmeeters
5. Frieda Nevens
6. Vic Putzeys
7. Alda Duhain-Brebels
8. Jaak Maris
9. Lieve Verheyen
10. Maarten Lauwens
11. Veerle Wouters
12. Tom Seurs

### Opvolgers
1. Jan Peumans
2. Kim Strzebonski
3. Guido Fissette
4. Annemie Wampers
5. Caroline Lowis-Schols
6. Herman Sourbron
7. Jos Ory

## Oost-Vlaanderen

### Effectieven
1. Karel Van Hoorebeke
2. Marijke Samyn
3. Joris Nachtergaele
4. Erna Scheerlinck
5. Hubert Willems
6. Olaf Evrard
7. Sarah Smeyers
8. Frida Aerts
9. Arnoud Heyse
10. Hilde Van Liefferinge
11. Frank Van Imschoot
12. Magda Haentjens
13. Ghislain Diependaele
14. Nadine Van Meirhaeghe-De Stercke
15. Andries Gryffroy
16. Marie-Paule Roos
17. Johanna De Spriet
18. Lieve Capiau
19. Paul Van Steenberge
20. Jozef De Bruyne

### Opvolgers
1. Danny Denayer
2. Lieven Dehandschutter
3. Wiet Beirnaert
4. Norbert Verhoeven
5. Annelies Roelens
6. Hubert Bosman
7. Chantal Verleye
8. Stefan Clauwaert
9. Chantal Thijsman
10. Herman Uyttersprot
11. Lutgart De Beul

## West-Vlaanderen

### Effectieven
1. Geert Bourgeois
2. Wilfried Vandaele
3. Lieve Vanhoutte
4. Ingrid Reubens
5. Chris Vandenbroeke
6. Danielle Godderis-T'Jonck
7. Hilde Lefere-Desimpelaere
8. Kristof Pillaert
9. Els De Rammelaere
10. Michel Bullynck
11. Kato Dessein-Talpe
12. Hedwig Defoort-Verbeke
13. Luk Hoflack
14. Marianne Devriendt-Verbeke
15. Gino De Craemer
16. Jan Loones

### Opvolgers
1. Patrick De Groote
2. Jan Colaert
3. Annemie Craeynest-Neyens
4. Johan Van Hecke
5. Marleen Boeraeve-Alleman
6. Els De Frene
7. Jef Claeys
8. Greet Van Synghel-Jaques
9. Jean-Marie Bogaert

## Senaat

### Effectieven
1. Geert Bourgeois
2. Marie-Rose Morel
3. Helga Stevens
4. Linda De Dobbeleer-Van Den Eede
5. Flor Van Noppen
6. Elke Sleurs
7. Rejan Minnekeer
8. Kurt Himpe
9. Paul De Ridder
10. Lieve Redant
11. Katja Lagrou-Leuridan
12. Annemie Charlier
13. Jan De Cuyper
14. Bart De Nijn
15. Sofie Pintelon
16. Reinilde Van Moer
17. Ine Tombeur
18. Els Demol
19. Heidi Vandenbroeke
20. Guy Thys
21. Christ'l Cottenie
22. Hugo De Mol
23. Jozef De Ridder
24. Louis Ide
25. Walter De Meyere

### Opvolgers
1. Frieda Brepoels
2. Helga Stevens
3. Ben Weyts
4. Jan Van Meirhaeghe
5. Marleen Van Hauteghem
6. Reinhilde Raspoet
7. Hil D'Haese
8. Ingrid Nagels
9. Marcel Smekens
10. Jan Vandendriessche
11. Jean-Pierre Pillaert
12. Georgette De Kegel
13. Jan Caudron
14. Kris Van Dijck